# Château d'Eu
Cet article possède un paronyme, voir Château d'eau.
Le château d'Eu est une demeure du XVIe siècle, construite à l'emplacement d'un château fort du Xe siècle, qui se dresse sur le territoire de la commune française d'Eu dans le nord du département de la Seine-Maritime, en région Normandie. Il abrite à la fois les services de la mairie et le musée Louis-Philippe, labellisé « musée de France ».
Le château est partiellement protégé par le statut des monuments historiques.

## Localisation
Le château est situé au nord-ouest de la commune d'Eu, dans le département français de la Seine-Maritime.
Au Moyen Âge, le château primitif était un des éléments essentiels pour la défense du duché de Normandie sur sa frontière nord, face au comté de Flandre.

## Historique

### Le château médiéval
Le château d'Eu (castrum Auga) est cité dès 925 dans les annales du clerc rémois Flodoard. À cette date Rollon, aurait pourvu la forteresse de mille soldats normands.
Vers 1050, Guillaume Busac, comte d'Eu, un cousin du duc de Normandie, Guillaume le Bâtard, tente de se révolter contre l'autorité du duc qui vint assiéger la place jusqu'à la reddition de la garnison. En 1050 ou 1051, c'est dans cette forteresse, que le duc Guillaume de Normandie aurait épousé Mathilde, une cousine éloignée, fille du puissant comte de Flandres, Baudouin, et petite-fille de Geoffroy, duc de Bretagne et d'Adenige, sœur de Richard II de Normandie, duc de Normandie. Lorsqu'à l'issue de la troisième croisade, Richard Cœur de Lion est retenu prisonnier par l'empereur du Saint-Empire romain germanique Henri VI, l'occasion apparaît trop belle pour le souverain français, qui s'empare de la forteresse en 1193.
En décembre 1430, Jeanne d'Arc, prisonnière des Anglais, séjourne dans la prison du château.
En 1475, Louis XI ayant appris que le comte d'Eu avait promis de livrer son château à Édouard IV, roi d'Angleterre, ordonne la destruction complète de la place.
Cinq ans après, en 1480, un modeste manoir est élevé sur les ruines du vieux castel. Un siècle entier s'écoulera avant la construction d'un vaste et somptueux château.

### Le château moderne

#### Résidence princière
Le bâtiment actuel fut commencé entre 1581 et 1583 après le mariage d'Henri, duc de Guise, dit le Balafré, avec Catherine de Clèves, comtesse d'Eu. Il sera par la suite agrandi, après que Anne-Marie-Louise d'Orléans, dite la Grande Mademoiselle, cousine germaine du roi Louis XIV, en eut pris possession le 24 août 1661.
Il se compose d'un corps de logis prolongé à chacune de ses extrémités, par deux pavillons. La partie centrale est presque rectiligne, les pavillons des extrémités étant en retrait côté cour et en saillie côté parc. L'ensemble est édifié en brique et pierre et couvert de combles en ardoise, dans un style typique de l'architecture du XVIIe siècle et du style Louis XIII.
En 1693, le domaine d'Eu devient la propriété de Louis-Auguste de Bourbon, duc du Maine (1670-1736), avec lequel il entre dans la descendance du roi Louis XIV et de la marquise de Montespan. Il passe, après lui, à son fils, Louis-Auguste de Bourbon, comte d'Eu (1700-1755), puis au frère de celui-ci, Louis-Charles de Bourbon, également comte d'Eu (1701-1775), lesquels, morts sans descendance, laissent pour héritier leur cousin-germain, Louis-Jean-Marie de Bourbon, duc de Penthièvre.
À la Révolution, le duc de Penthièvre quitte le château d'Eu pour se retirer près de Vernon, au château de Bizy, où il meurt le 4 mars 1793. Il laisse une fille unique, Marie-Adélaïde de Bourbon, duchesse d'Orléans, qui doit s'exiler en 1797.
Le château d'Eu est alors séquestré. Au début du Premier Empire, il est affecté à la sénatorerie de Rouen et habité un temps par le titulaire de celle-ci, Antoine-Guillaume Rampon. À cette époque est démolie l'aile en retour donnant au nord, sur la Bresle, qui abritait un grand escalier, une galerie, une salle des gardes et une cuisine.

#### Résidence impériale et royale
En 1811, le château est intégré au domaine de la couronne impériale. L'architecte Pierre Fontaine y dirige alors quelques travaux pour Napoléon.
Lors de la première Restauration, en 1814, ses domaines sont restitués à la duchesse d'Orléans, qui ne vient à Eu qu'en 1818. Elle meurt en 1821 et transmet le château à son fils, Louis-Philippe d'Orléans. En 1830, celui-ci prend le pouvoir et devient « roi des Français ». Le château d'Eu devient l'une de ses résidences favorites : le roi s'intéresse au domaine, fait restaurer les bâtiments (toujours par l'architecte Pierre Fontaine), y entreprend des aménagements pour rendre le château plus confortable, fait restaurer les tableaux hérités de la Grande Mademoiselle, et passe d'importantes commandes de mobilier aux meilleures maisons de l’époque.
Pendant son règne, il y reçoit à deux reprises la reine d'Angleterre, Victoria, en 1843 et 1845, initiant ainsi l'Entente cordiale entre la France et le Royaume-Uni. Une galerie Victoria sera aménagée au château d'Eu en 1845, pour commémorer ces visites diplomatiques. Elle abritait plusieurs œuvres des peintres Winterhalter, Isabey, Morel-Fatio ou Lami, retraçant les grandes étapes de l’Entente cordiale. Cette galerie a été démolie dans les années 1870, lors de travaux de rénovation.

Cependant, après la révolution de 1848, la maison d'Orléans doit s'exiler et se retire outre-Manche, et le domaine est de nouveau mis sous séquestre.

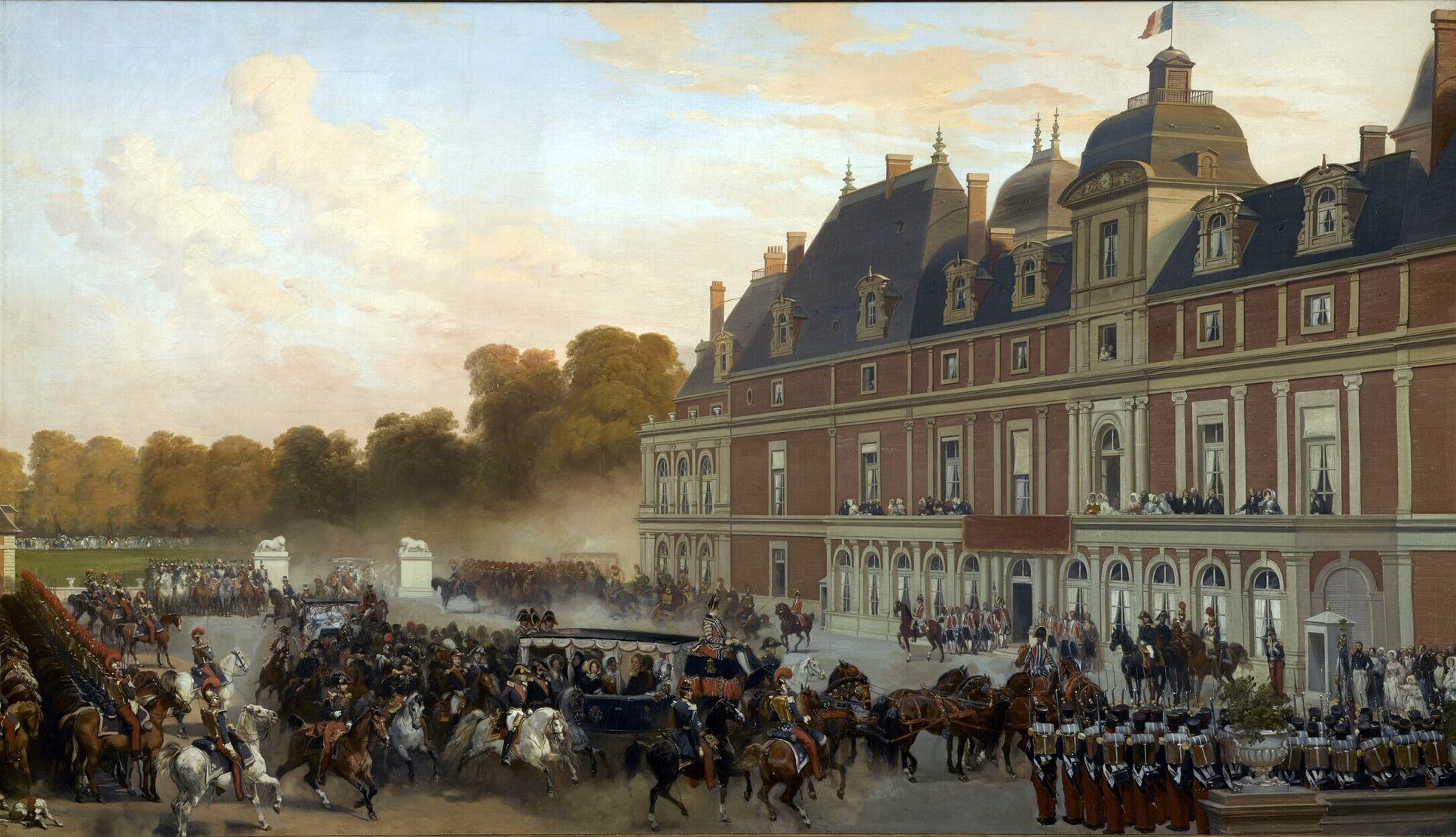
L'arrivée de la reine Victoria au château d'Eu (Eugène Lami, 1843).
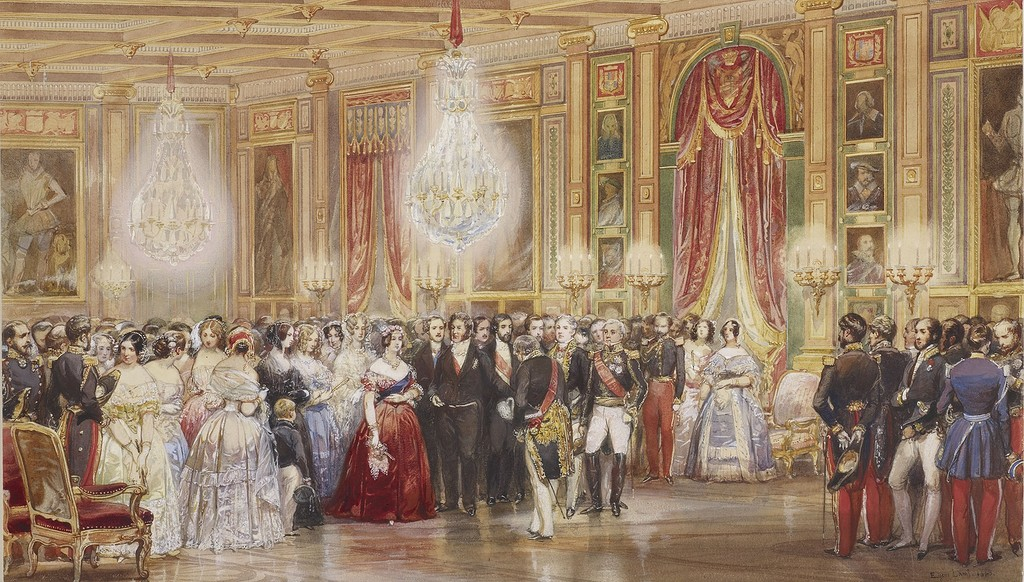
Réception du couple royal britannique dans la galerie de Guise (Eugène Lami, 1843).
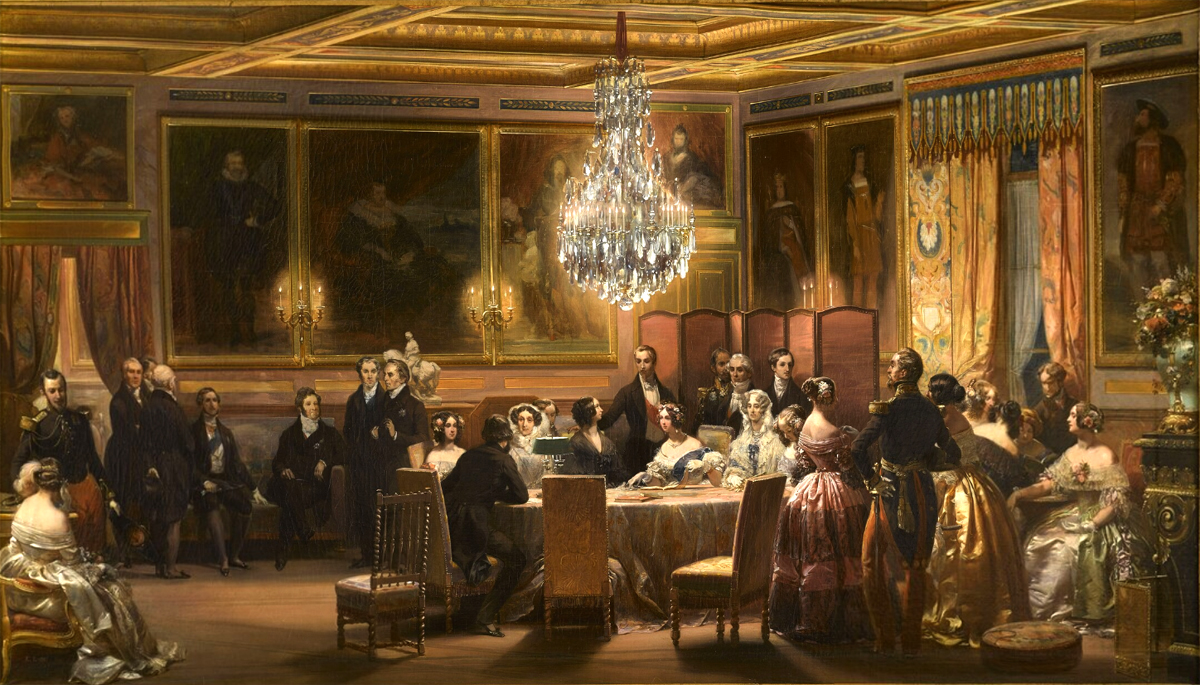
Réception du couple royal britannique dans le salon des Rois (Eugène Lami, 1843).

#### Demeure de la famille d'Orléans
De retour en France en 1871, le petit-fils de Louis-Philippe, le comte de Paris, reprend possession de son château d'Eu, où il fait faire d'importants travaux, dirigés, à partir de 1872, par l'architecte Eugène Viollet-le-Duc, jusqu'à la mort de ce dernier, en 1879, puis par ses élèves. Cependant, dès 1886, une nouvelle loi d'exil oblige le comte de Paris à quitter la France, et celui-ci s'éteint en Angleterre, en 1894. 
En novembre 1902, la plus grande partie du corps de logis central et l'aile sud du château d'Eu sont ravagés par un incendie, qui n'en laisse que les murs. L'aile nord est épargnée.

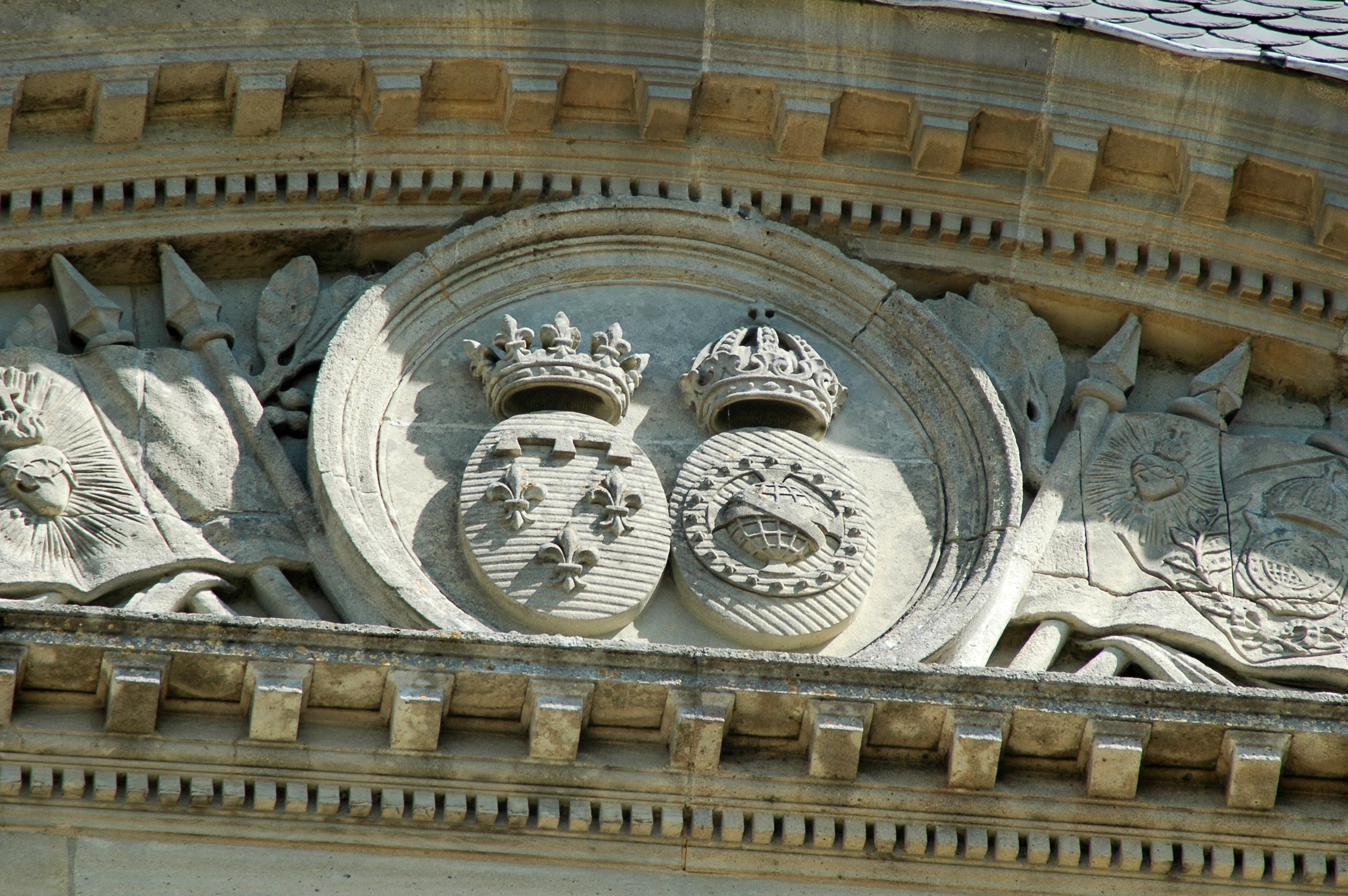
Les armes de la maison d'Orléans-Bragance au fronton du château.

Trois ans plus tard, en 1905, Philippe d'Orléans, fils du comte de Paris, vend le château au cousin germain de son père, Gaston d'Orléans (que Louis-Philippe avait titré comte d'Eu lors de son règne). Le château devient ainsi la résidence des prétendants au trône impérial du Brésil : Gaston d'Orléans, jusqu'à sa mort en 1922, ainsi que son épouse, Isabelle de Bragance, héritière du trône impérial du Brésil.
Le couple Orléans-Bragance engage une campagne de restauration de l'édifice, et lui restitue son éclat antérieur, sans toutefois rétablir tous les anciens décors intérieurs. À cette époque, la famille d'Orléans possède également la forêt d'Eu, d'une superficie de 9 300 hectares, jusqu'à ce qu'en 1913, cet important domaine soit acquis par l'État (pour 9/10) et par le département de la Seine-Inférieure (pour 1/10).
Leur fils, Pierre d'Alcantara d'Orléans Bragance, poursuit les travaux de restauration du château, jusqu'à sa mort en 1940. Occupé par les Allemands pendant la Seconde Guerre mondiale, le château est finalement mis en vente dans l'après-guerre, en 1954, par les héritiers du prince, la comtesse de Paris et ses frères et sœurs. Après de multiples péripéties, la ville d’Eu se porte acquéreuse en 1964.

### Le château aujourd'hui

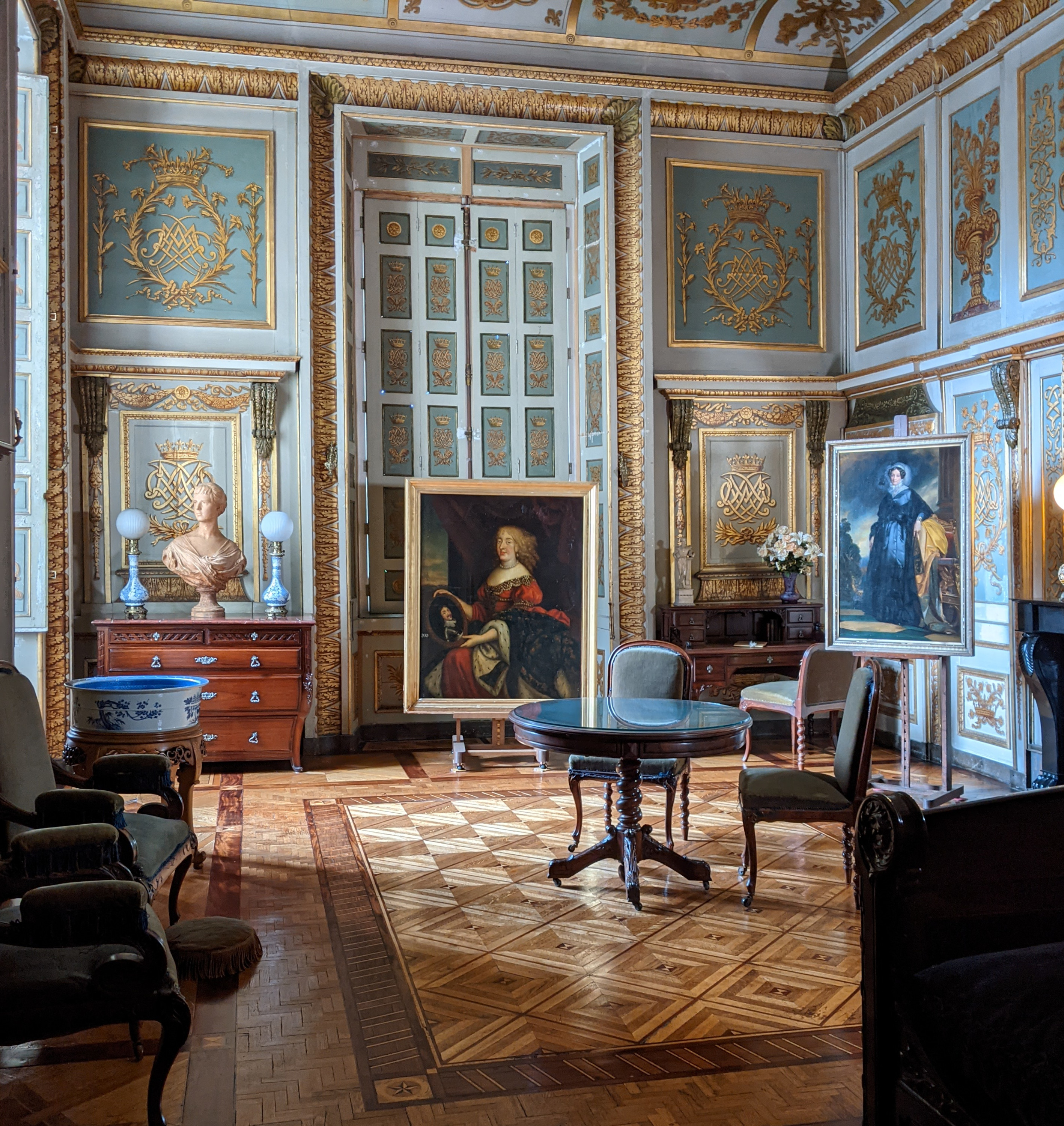
Intérieur du musée Louis-Philippe à Eu.

Après avoir acquis le château en 1964, la municipalité y installe en 1973 la mairie, dans la partie sud, tandis que le musée Louis-Philippe est créé dans la partie nord. Celui-ci conserve, notamment, de nombreux souvenirs de la maison d'Orléans.
À l'intérieur du château, on remarque en particulier la Galerie des Guise, au décor entièrement reconstitué au début du XXIe siècle pour servir d'écrin à une exceptionnelle collection de 46 portraits représentant des personnages liés à l'histoire du château. La restauration de cette galerie a été inaugurée en 2014.
Une partie de l'ancien domaine du château reste privée et s'est transmise aux héritiers d'Isabelle d'Orléans-Bragance, comtesse de Paris, née à Eu en 1911, ses fils Michel et Jacques d'Orléans, ainsi qu'un de ses petits-fils, Robert d'Orléans, fils du défunt prince Thibault († 1983).
Souvenir de la table royale
Un service de déjeuner en porcelaine dure de Sèvres (vers 1844) comprenant un grand plateau ovale à décor de vues du château et de son parc, et les autres pièces ornées de portraits peints « en camée » de membres la famille d'Orléans a été présenté lors de l'exposition intitulée Napoléon Ier et Sèvres  - L'art de la porcelaine au service de l'Empire (200 pièces) à la galerie Aveline à Paris en septembre - octobre 2016.

## Description

### Côté sud

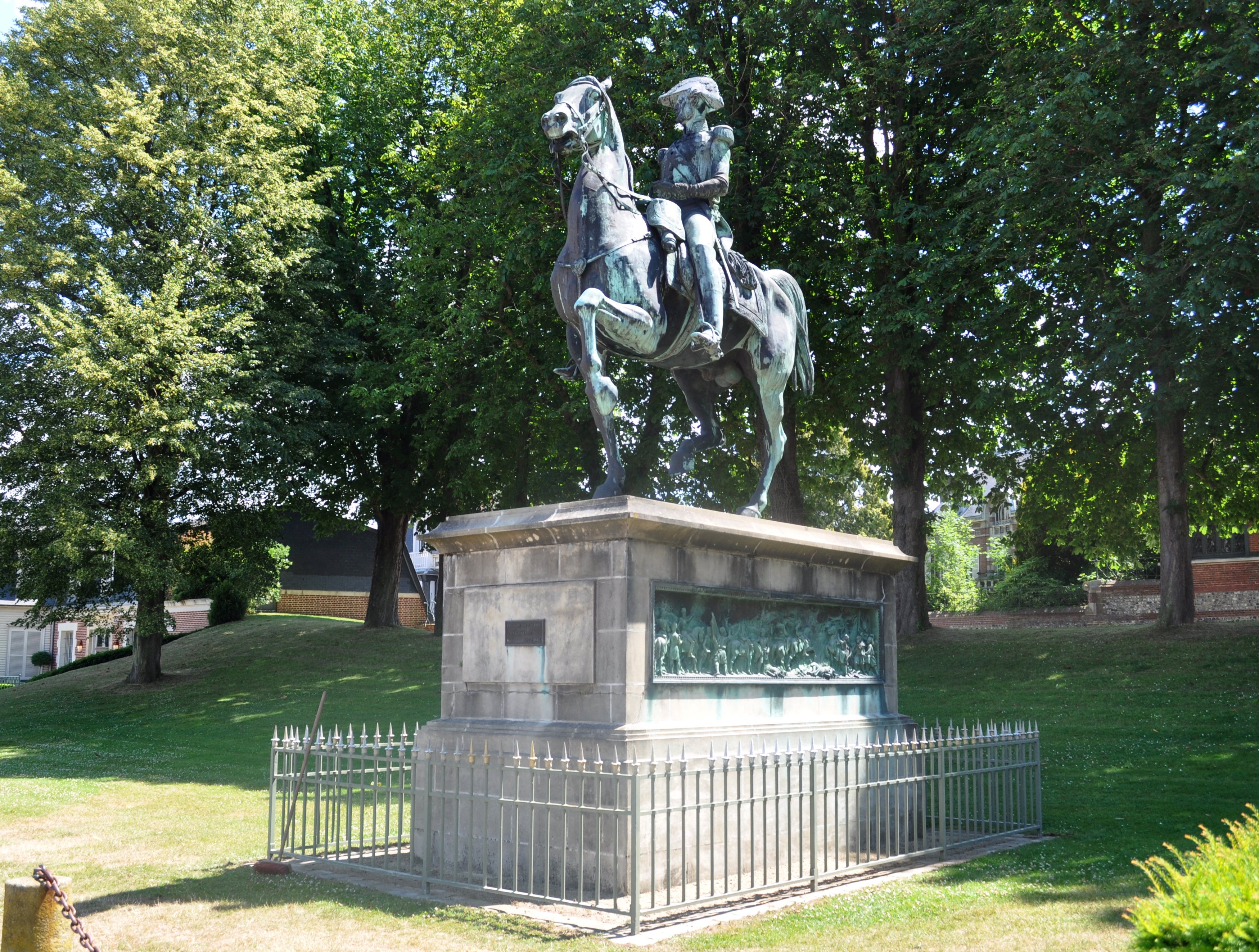
Carlo Marochetti, Monument au duc d'Orléans, château d'Eu.

- Monument à Ferdinand-Philippe, prince royal (fils aîné du roi Louis-Philippe) et duc d'Orléans, par Carlo Marochetti, érigé devant la grille de la cour. Une réplique du monument est installée sur la place du duc d'Orléans à Neuilly-sur-Seine (elle se trouvait à l'origine à Alger).

### Côté nord

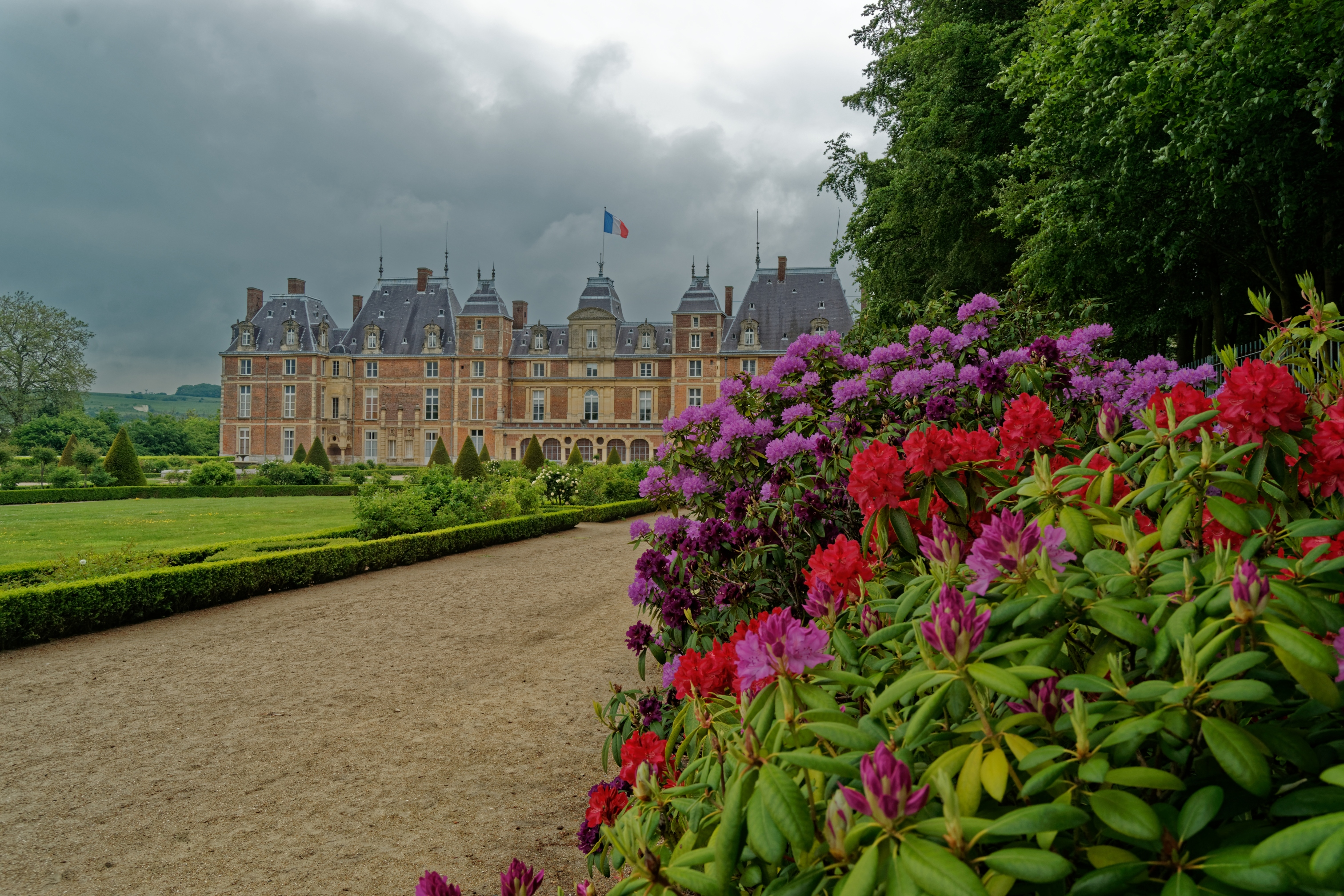
Le château d'Eu, vu depuis les jardins.

Au nord, l'édifice, la cour et le jardin surplombent la rue des Fontaines ; au sommet d'un talus assez raide, court un mur de brique.

## Protection
Au titre des monuments historiques :
- sont inscrits par arrêté du 6 juin 1983 :
  - à l'est : les façades et toitures de l'aile des logements ; les grandes écuries, les remises et la sellerie ; les façades et toitures du bâtiment dit ancienne maison Gilliot ou pavillon des Ministres avec son passage et de ses écuries et remise ; l'aile sur la Bresle dite aile des Ministres ; les façades et toitures du fourneau économique, du logement de l'instituteur et de l'école ainsi que la fontaine accolée au flanc sud de la collégiale Saint-Laurent ;
  - au nord : le pavillon des Fontaines ;
  - au sud : la table des Guise ; la glacière ; le pont enjambant la route du Tréport ;
  - ainsi que : les façades et toitures des trois bâtiments de la ferme modèle et les façades et toitures des grandes écuries ouest du pavillon de Joinville.
- sont classés par arrêté du 30 octobre 1985 :
  - le château, y compris les parties souterraines ; la cour d'honneur avec sol, clôture, statues, saut-de-loup et balustrade ; le jardin à la française avec murs de soutènement ; les dépendances au nord du château : roue motrice ; l'éolienne ; les façades et toitures de l'usine à gaz et de l'émissaire des sources ; les dépendances dans le parc : façades et toitures du pavillon Montpensier et de la maison des portiers ; les façades et toitures de la maison du jardinier ainsi que le portail d'entrée et les murs de clôture et les façades et toitures du pavillon de Joinville, des grandes et petites écuries, du four à pain et du poulailler.

### Site naturel
- L'ancien domaine royal,  Site classé (1987)[17], pour une surface de 116,70 hectares.
- Le parc du château d'Eu,  Site inscrit (1980)[18], pour une surface de 116,70 hectares.

## Lieu de tournage
En 2015, une équipe de l'émission Secrets d'Histoire a tourné plusieurs séquences au château dans le cadre d'un numéro consacré à Anne-Marie-Louise d'Orléans, intitulé La Grande Mademoiselle : une rebelle sous Louis XIV et diffusé le 19 juillet 2016 sur France 2.
En janvier 2018, l'équipe de l'émission Secrets d'Histoire a tourné plusieurs séquences au musée dans le cadre d'un numéro consacré au roi Louis-Philippe Ier : Louis-Philippe et Marie-Amélie, notre dernier couple royal.
D'autres séquences furent tournées également en septembre 2018 dans le cadre d'un numéro consacré à l'empereur Pedro II, intitulé Pedro II, le dernier empereur du Brésil. L'émission fut diffusée le 8 août 2019 sur France 2.